# Провінція Авадзі
Провінція Авадзі (яп. 淡路国 — авадзі но куні, «країна Авадзі»; 淡州 — тансю, «провінція Авадзі») — історична провінція Японії у регіоні Кінкі на острові Авадзі, який знаходиться між островами Хонсю та Шікоку. Відповідає усій території острова Авадзі, який сьогодні є частиною префектури Хьоґо.

## Короткі відомості
Провінція Авадзі була заснована у 7 столітті. Вона була важливою сполучною ланкою між Центральною Японією та островом Шікоку. Назва провінції записувалася ієрогліфами 淡道, що означало «шлях до Ава». Авадзі поділялась на два повіти — Цуна на півночі та Міхара на півдні, а її адміністративний центр знаходився в районі сучасного міста Мінаміавадзі.
У стародавні часи ця острівна провінція була місцем політичного заслання. Зокрема, екс-імператор Дзюнін (733—765) відбував тут термін покарання аж до своєї смерті.
У середньовічі провінція Авадзі належала володінь роду Хосокава. З 17 по 19 століття її контролював рід Хатісука, володар автономного уділу Токусіма-хан, основні землі якого знаходилися у сусідній провінції Ава.
Під час проведення адміністративної реформи у 1871 році, влада Авадзі не забажала включення свого острова до новоствореної префектури Токусіма (колишньої провінції Ава) через зверхнє ставлення роду Хатісука до місцевих жителів. Тому у 1876 році провінцію Авадзі було приєднано до іншої сусідньої префектури Хьоґо.

## Повіти
- Цуна 津名郡
- Міхара 三原郡